# Nightmare as a Child
"Nightmare as a Child" is een aflevering van de Amerikaanse televisieserie The Twilight Zone. Het verhaal werd geschreven door Rod Serling.

## Plot

### Opening
Month of November, hot chocolate, and a small cameo of a child's face, imperfect only in its solemnity. And these are the improbable ingredients to a human emotion, an emotion, say, like fear. But in a moment this woman, Helen Foley, will realize fear. She will understand what are the properties of terror. A little girl will lead her by the hand and walk with her into a nightmare.
— Rod Serling

### Verhaal
Schoollerares Helen Foley vindt een vreemd en zeer serieus meisje genaamd Markie op de trap voor haar appartement. Het meisje lijkt haar te kennen en probeert haar te herinneren aan een man die ze eerder die dag heeft gezien. De man arriveert bij Helens deur en Markie vlucht door de achterdeur weg. De man is Peter Selden, die werkte voor Helens moeder toen Helen nog een kind was. Hij is volgens eigen zeggen ook de eerste die Helens moeder vond toen ze was vermoord. Helen was getuige van de moord, maar heeft die herinneringen verdrongen.
Wanneer Helen over Markie begint, verteld Peter haar dat Markie haar bijnaam was als kind. Wanneer Helen een oude foto van zichzelf als kind ziet, ontdekt ze dat zij en Markie een en dezelfde zijn.
Peter vertrekt en Markie verschijnt weer. Ze vertelt Helen dat ze gekomen is om Helen te helpen haar moeders moord weer te herinneren. Wanneer Helens herinneringen terug beginnen te keren, ontdekt ze dat Peter de dader is. Dan komt Peter weer de kamer binnen. Hij maakt bekend Helen te willen vermoorden omdat zij de enige getuige is van de dood van haar moeder. Helen duwt Peter echter van de trap, waarbij hij om het leven komt.

### Slot
Miss Helen Foley, who has lived in night and who will wake up to morning. Miss Helen Foley, who took a dark spot from the tapestry of her life and rubbed it clean, then stepped back a few paces and got a good look at the Twilight Zone.
— Rod Serling

## Rolverdeling
- Janice Rule : Helen Foley
- Terry Burnham : Markie
- Shepperd Strudwick : Peter Selden
- Michael Fox : Dokter
- Morgan Brittany : meisje.

## Achtergrond
Rod Serling vernoemde het personage Helen Foley naar zijn eigen favoriete lerares.
Helen Foley kwam ook voor in het derde filmpje van Twilight Zone: The Movie.